# Daniel Lawitzke
Daniel Lawitzke (ur. 29 lutego 1984 we Frankfurcie nad Odrą) – niemiecki wioślarz.

## Osiągnięcia
- Mistrzostwa Europy – Montemor-o-Velho 2010 – czwórka podwójna wagi lekkiej – 4. miejsce.
- Mistrzostwa świata – Amsterdam 2014 – czwórka podwójna wagi lekkiej – 2. miejsce